# Furius Baco
Furius Baco är en berg- och dalbana, som finns placerad i nöjesparken PortAventura i Spanien. Banan invigdes 5 juni 2007.

## Om banan
Furius Baco är tillverkad av Intamin AG och är Europas snabbaste berg- och dalbana, med en topphastighet på 135 km/h. Den hastigheten nås på bara 3,5 sekunder. Banan är en stålbana och har ingen traditionell första backe där tågen lyfts upp. Istället skjuts tågen iväg med hjälp av hydrauliska pumpar.